# Бернолак, Антон
А́нтон Бернола́к (словац. Anton Bernolák, 3 октября 1762, дер. Сланица — 15 января 1813, Нове-Замки) — словацкий филолог и католический священник. Автор первой кодификации словацкого литературного языка.

## Биография

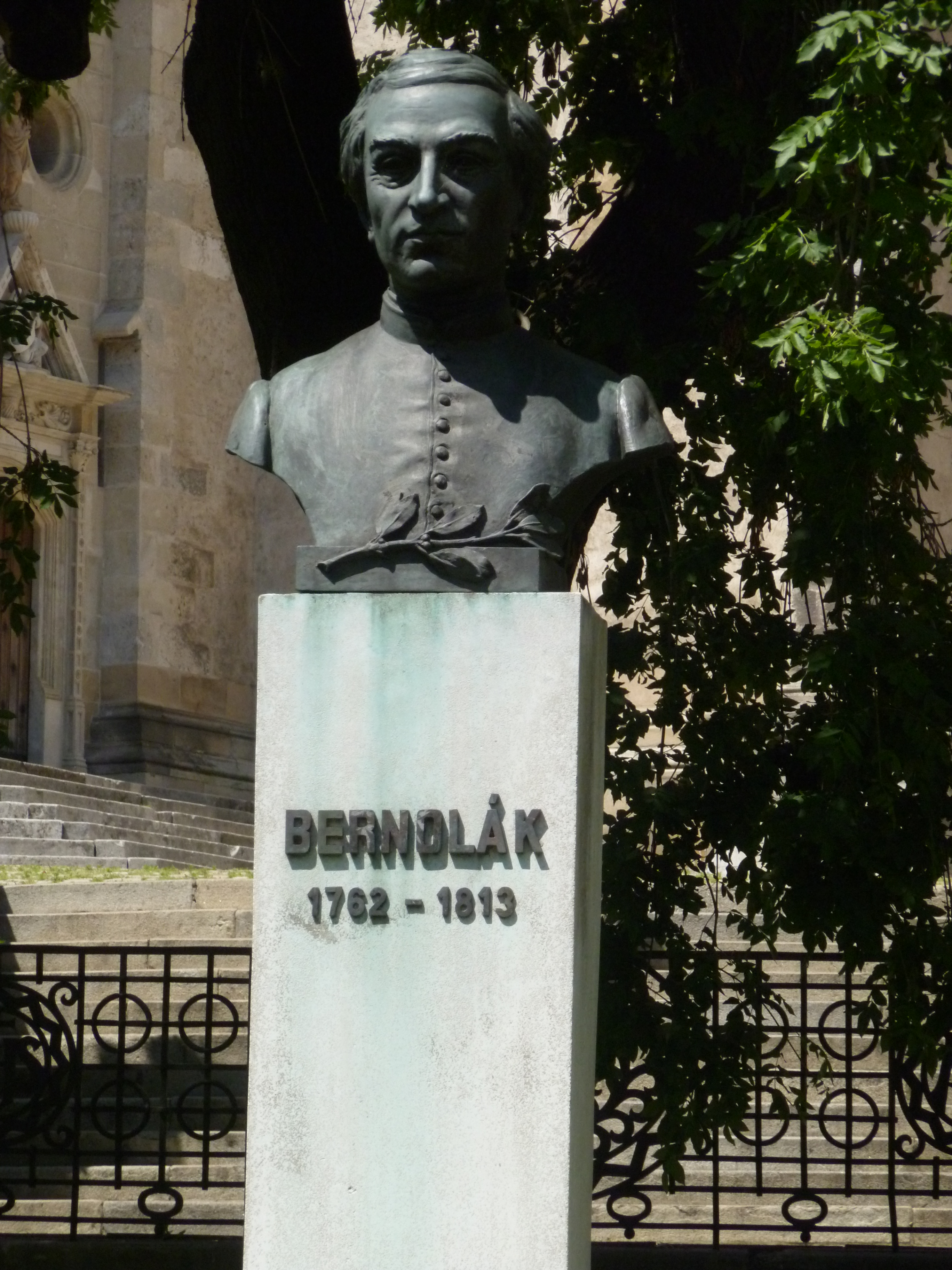
Памятник в Братиславе

Антон Бернолак родился в семье земана — землевладельца в деревне Сланица на Ораве 3 октября 1762 года (эта дата установлена как день крещения, день рождения точно неизвестен). Учился в 1774—1778 годах в гимназии в Ружомбероке, позже в Братиславе, Трнаве и, наконец, два года изучал теологию в Вене. А. Бернолак интересуется в период учёбы также языкознанием, историей, экономикой, медициной и другими науками. В 1787 году он завершает обучение в генеральной семинарии в Братиславе. При поддержке кружка любителей родного языка, членом которого он являлся, А. Бернолак в 1787 году анонимно издал «Филологическо-критическое рассуждение о славянских письменах» (Dissertatio philologico-critica de literis Slavorum) с приложением «Орфографии» (Orthographia). Год выхода этой книги считается датой начала истории словацкого языка.
После окончания семинарии А. Бернолак исполнял обязанности священника в Чеклисе (Čeklís, Čeklýs aj Lužnica) — в настоящее время село Бернолаково (Bernolákovo), при этом он продолжает свою научную деятельность — в 1790 году А. Бернолак издал первую грамматику словацкого языка (Grammatica Slavica) опираясь при этом на «Славяно-чешскую грамматику» выпущенную 1746 году Павлом Долежалом.
В 1791 году он издаёт работу по словацкому словообразованию «Этимология словацких слов» (Etymologia vocum slavicarum), в этом же году А. Бернолак переезжает в Трнаву, где работает секретарём архиепископского викариата. С 1797 года и до своей смерти в 1813 году А. Бернолак жил в городе Нове-Замки, там он работал деканом и управляющим городской школой. Начав собирать материал для своего «Словацкого чешско-латинско-немецко-венгерского словаря» (Slowár Slowenskí Češko-Laťinsko-Ňemecko-Uherskí) в Чеклисе, А. Бернолак продолжил его составление в Нове Замки, но так и не смог его издать из-за финансовых и других трудностей, словарь был доработан и издан уже после его смерти в 1825—1827 годах благодаря усилиям в первую очередь каноника Ю. Палковича.
В своих лингвистических трудах А. Бернолак представил программу кодификации словацкого литературного языка, получившего название бернолаковщины. Эта литературная норма была основана главным образом на западнословацком интердиалекте (наддиалектной форме, используемой образованным населением Западной Словакии), сочетавшем в себе элементы говоров западнословацкого диалекта и чешского литературного языка. Бернолаковский вариант литературного языка использовался лишь в среде словацкой интеллигенции католического вероисповедания, так и не став единым словацким литературным языком (словаки-протестанты продолжали придерживаться традиционного использования чешского литературного языка). Бернолаковщина вышла из употребления к середине XIX века, за время её полувекового функционирования на этом варианте словацкого языка было издано большое число произведений религиозной и светской литературы (в частности, поэзия Я. Голлого и проза Ю. Фандли).